# Famiglia di saltimbanchi
Famiglia di saltimbanchi è un dipinto a olio su tela realizzato da Pablo Picasso nel 1905 e conservato presso la National Gallery of Art di Washington.

## Descrizione
Nell'opera è rappresentata una famiglia all'aperto in un paesaggio brullo e desolato, molto discosto dal festoso ambiente circense. La famiglia è composta da tre adulti e tre bambini e i sei personaggi sono vestiti con gli abiti dello spettacolo, rappresentati in un momento di attesa, quasi come se stessero aspettando il verificarsi di qualche misterioso avvenimento.
L'uomo massiccio ed imponente vestito di rosso è il buffone, al centro vi sono due fanciulli, mentre l'Arlecchino di spalle sulla sinistra con il costume a losanghe rivolge il suo sguardo in lontananza e tiene per mano una bambina con in mano un cesto di fiori e che indossa il tutù e le scarpe rosa. La bimba ricorda le ballerine raffigurate da Degas, per via delle sue sinuose fattezze e della sua delicatezza. In basso a destra, isolata rispetto alle altre figure, è posta una donna che rappresenta la ragazza di Maiorca che l'artista aveva già dipinto in una gouache.

## Analisi
Nel quadro ricorre una tematica davvero importante per Picasso nel periodo precubista, quella della famiglia. Appartiene alla sua fase nota come periodo rosa, durante la quale l'artista si era stabilito a Parigi e frequentava assiduamente il Circo Medrano, vicino alla sua abitazione a Montmartre. Egli abbandonò le fredde cromie del periodo blu e iniziò a fare uso di colori più caldi e brillanti, come il rosa, gli ocra, il rosso e l'arancione. Il rosa conferisce rilievo ai volumi, perciò le forme erano costruite con maggiore solidità. I soggetti raffigurati sono spesso saltimbanchi, acrobati, arlecchini e attori.
Picasso inizialmente aveva utilizzato l'azzurro e disposto le figure in modo diverso, ma poi ha apportato al dipinto vari cambiamenti e correzioni, come attestato da successive indagini a raggi X. Il disegno morbido e il colore steso per strati leggeri, con una preponderanza del rosa e di toni aranciati, conferiscono alla composizione una calda luminosità. In questo quadro Picasso è riuscito a rendere l'idea delle difficili condizioni di vita itinerante dei girovaghi nella loro quotidianità, che per lui erano simbolo della miseria e del distacco dell'artista dalla società borghese. L'atmosfera mesta e la staticità delle figure infondono all'immagine il senso di afflizione interiore dei personaggi. Il paesaggio deserto concorre ad evidenziare la solitudine e l'isolamento dei personaggi, che pur essendo vicini, sono immersi nei propri pensieri.